# 크리스 애들러
크리스토퍼 제임스 애들러(Christopher James Adler, 1972년 11월 23일 ~)는 미국의 드러머이며 그루브 메탈 밴드 램 오브 갓의 창단 구성원이다. 그는 2015년부터 2016년까지 메가데스의 음반 Dystopia를 녹음하고 여러 투어 일정에서 공연하였다. 음반의 타이틀 트랙 "Dystopia"가 제 59회 그래미 어워드에서 수상하면서 애들러 또한 5번의 그래미 어워드 노미네이션 끝에 그래미 상을 수상하게 되었다. 2006년 그는 저명한 프로그레시브 기타리스트 론 자르좀벡과 함께 프로젝트 블로티드 사이언스에 참여하였다. 2010년에 그는 캐나다 토론토로 이동하여 6주 동안 프로그레시브 메탈 밴드 프로테스트 더 히어로의 음반 Volition을 공동작곡하고 녹음작업을 하였다. 음반과 함께 애들러는 주노상을 수여받게 되었다. 2014년, 그는 테스터먼트의 음반 Dark Roots of the Earth의 일곱 개 트랙 드럼 녹음에 참여하였다. 2016년에는 짐 길리엇, 마이클 안젤로 바티오, 빅터 우튼과 함께 캘리포니아 스튜디오에서 나이트로의 재결합 음반의 세 곡을 녹음하였다. 2017년 10월, 그는 램 오브 갓의 2018년 중반에 나올 음반과 투어에 집중하기 위해 나이트로 재결합 프로젝트에서 탈퇴하였다. 그는 채식주의자이며 PETA와 함께 일한 적 있다. 드러머로서의 그는 오른손잡이용 드럼 킷에서 왼손 중심의 연주를 하고 베이스 드럼 연주에 힐토 테크닉을 사용하는 등, 그만의 특별한 연주를 하는 것으로 유명하다.